# Emilia Bernal Agüero
Emilia Bernal Agüero (Nuevitas, 8 de maig de 1884 - Washington, 20 de desembre de 1964) va ser una poeta cubana, que també va conrear la prosa, l'assaig –amb textos sobre la problemática cubana de l'època històrica que va viure– i la traducció. Influenciada pel Modernisme, va ser una de les veus més importants de la literatura cubana del segle xx.

## Vida
Emilia Bernal Agüero va néixer a Nuevitas (província de Camagüey), on la seva mare era mestra, a més de poeta, i en una família llargament compromesa en la lluita per la independència cubana d'Espanya, per la qual cosa havia sofert persecució i exili. Durant la Guerra d'Independència de Cuba, el 1895, la família va emigrar breument a Santo Domingo, però la manca de recursos els feu tornar ben aviat a Cuba. Ella mateixa narra la seva infantesa i adolescència al llibre Layka Froyka: El romance de cuando yo era niña, que va escriure el 1919 durant el seu exili a Nova York. Amb un estil amè, hi relata la vida quotidiana d'una nena de l'interior de l'illa, que transcorre sense gaire consciència del que li toca viure, mentre els cubans lluiten per deixar de ser una colònia espanyola.
Instal·lada a l'Havana entorn de 1910, en aquesta època va començar a donar-se a conèixer escrivint per a diverses publicacions com La Nación, Bohemia, Social, i El Fígaro i un cop doctorada en Pedagogia el 1914, va treballar de professora de Gramàtica i Literatura a l'Escola Normal de L'Havana.

## La tasca com a traductora
Inicià aviat la seva tasca com a traductora, que començà amb l'obra d'escriptors portuguesos com Antero de Quental, i després João de Deus Ramos, Guerra Junqueiro i Antonio Nobre. També traduí els poemes de Rosalía de Castro. I emprengué més endavant la traducció d'autors catalans: Maragall, Verdaguer, Joan Alcover, Josep Carner, Alfons Maseras, Ventura Gassol, i especialment de l'obra de Joaquim Folguera. Cap als anys quaranta i cinquanta també traduí els autors brasilers Paulo Menotti del Picchia i Cassiano Ricardo.

## Els viatges
Va passar la major part de la seva vida a l'estranger. A partir dels anys vint viatjà per diversos llocs d'Europa, i va fer estades a París, Roma, Coimbra, Lisboa, Granada, Madrid, Mallorca i Barcelona. Després de 1935 va recórrer el sud del continent americà com a Agregada Cultural de Cuba.
A Madrid va passar per la Residencia de Estudiantes i va fer recitals al Centro de Galicia de Madrid, a l'Ateneo o al Circulo de Bellas Artes, on va presentar les seves versions de poetes catalans, i va viatjar fins a Granada, on va conèixer Manuel de Falla. Entre 1931 i 1932 visqué a Mallorca; el que hi va escriure es publicà més tard en un recull de vers i proses que du el nom de l'illa. En les seves diverses estades a Barcelona, a finals dels anys vint i començaments de la dècada dels 30, la seva obra fou àmpliament divulgada i coneguda i pronuncià conferències o oferí lectures poètiques a la Facultat de Filosofia i Lletres i l'Ateneu Barcelonès, per exemple, o bé al Club Femení i d'Esports, la Residència d'Estudiants de la Universitat Industrial o la Residència Internacional del Palau de Pedralbes, on feia estada.

## Llegat i memòria
De la seva relació amb l'escriptor mallorquí Llorenç Villalonga sorgiren els personatges literaris Silvia Ocampo (1935), Madame Dillon (1937) i Fedra (1932), la inspiració dels quals se sol atribuir a la persona d'Emilia Bernal.
La Fundació que porta el seu nom atorga anualment el «Premi literari Emilia Bernal», durant la Semana de la Cultura Nuevitera.
El 2014, amb motiu del 130è aniversari del seu naixement, la seva ciutat natal li va retre un homenatge i es va fer el documental Emilia Bernal, palabras vitales entre el horizonte y la ribera, de la realitzadora Maydelín Olazábal.

## Obra
- Alma errante (poesia, L'Havana, 1916)
- ¡Cómo los pájaros! (poesia, San José de Costa Rica, 1922)
- Poemes (poesia, Barcelona, 1922 [en català]
- Layka Froyka; el romance de cuando yo era niña (relat autobiogràfic, Madrid, 1925)
- Vida (poesia, Madrid, 1925)
- Los nuevos motivos (poesia, Madrid, 1925)
- Cuestiones cubanas para América (prosa, Madrid,1928)
- Exaltación (poesia, Madrid, 1928)
- Martí por sí mismo (prosa, 1934)
- Negro (poesía, L'Havana, 1934)
- Francisco Agüero y Estrada, Biografía de Joaquín Agüero Agüero (1806-1892), anotada y publicada por Emilia Bernal, (L'Havana, 1935)
- América (poesia, Santiago de Xile,1937)
- Ensayo sobre el problema de la raza negra en Cuba (prosa, 1937)
- Sentido (prosa, Santiago de Xile,1937)
- Sonetos (poesia, Santiago de Xile, 1937)
- Mallorca (prosa i vers, 1938)